# Carl Werckshagen (Dramaturg)
Carl Werckshagen (* 17. April 1903 in Berlin; † Januar 2001 in Bad Pyrmont) war ein deutscher Dramaturg, Schriftsteller und Übersetzer.

## Leben
Werckshagen war der Sohn des Theologen und Schriftstellers Carl Werckshagen und dessen Ehefrau, der Opern- und Konzertsängerin Lina Stahlke (1860–1941). Das Paar hatte außerdem drei Töchter.
Werckshagen studierte Philosophie, Pädagogik, Geschichte und Germanistik in Berlin und München. Sein Debüt als Dramaturg und Spielleiter gab er 1926 in Magdeburg. Danach war er durchgängig bis 1945 an deutschen Häusern als Dramaturg engagiert. Nach dem Zweiten Weltkrieg war er zuletzt 1951/52 an den Städtischen Bühnen in Köln tätig. Danach war er bis zur Pensionierung 1964 Regierungsdirektor im Berliner Senat für Wissenschaft und Kunst.
Seit 1924 unterhielt Werckshagen eine persönliche Bekanntschaft und einen Briefwechsel mit Gottfried Benn.

## Schriften (Auswahl)
- Früher und später. Gereimtes und Ungereimtes aus einem Dramaturgenleben. Remagen-Rolandseck: Rommerskirchen 1974.
- Streit mit Schott; Zwei oder drei?. Erinnerungen an Gottfried Benn. Remagen-Rolandseck: Rommerskirchen 1987.

## Briefe
- 2 Briefe an Gottfried Benn in: Gottfried Benn. »Absinth schlürft man mit Strohhalm, Lyrik mit Rotstift«. Ausgewählte Briefe 1904–1956. Hg. und kommentiert von Holger Hof. Göttingen 2017, ISBN 978-3-8353-3109-9. Nr. 35 und 111.